# Sisyrinchium californicum
Espèce
Classification phylogénétique
Sisyrinchium californicum est une espèce de plante vivace herbacée de la famille des Iridaceae.

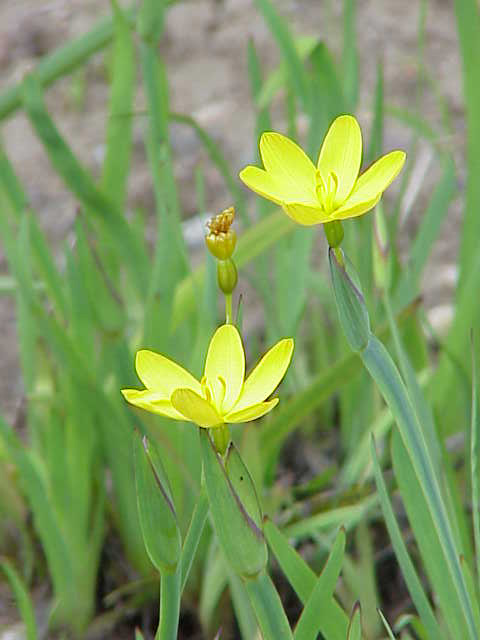